# Achlys
Achlys (planta) é um género botânico pertencente à família Berberidaceae.

## Espécies
- Achlys japonica Maxim.
- Achlys triphylla DC.